# Defensoría de la Niñez
La Defensoría de la Niñez, legalmente Defensoría de los Derechos de la Niñez, es un organismo público chileno, creado como una corporación autónoma de derecho público, encargada de difundir, promover y proteger los derechos de los niños, niñas y adolescentes. Tiene domicilio en la ciudad de Santiago.
Fue creada por la Ley 21.067, promulgada el 22 de enero de 2018, y comenzó a funcionar el 29 de junio de ese año. Es dirigida por un defensor o defensora de la Niñez, cargo que ocupó entre 2018 y 2023 la abogada Patricia Muñoz García. Actualmente, el defensor de la Niñez es el abogado Anuar Quesille Vera, nombrado por el Senado de la República en octubre de 2023.

## Derechos de los niños, niñas y adolescentes
Los derechos de los niños, niñas y adolescentes (NNA) son una declaración de principios que los Estados, al ratificarla, se comprometen a cumplir.
Los derechos se pueden encontrar en el documento de la Convención de los Derechos del Niño (CDN). Este documento se aprobó el 20 de noviembre de 1989 por la Asamblea General de las Naciones Unidas y fue ratificada por el Estado de Chile en 1990.
La CDN cuenta con 4 principios fundamentales:
1. Principio de «No discriminación»
2. Principio de velar siempre por el interés superior del niño
3. Principio de derecho a la vida, la supervivencia y desarrollo
4. Principio de participación y ser escuchado

## Organización
La gestión de la Defensoría de la Niñez es asesorada por un Consejo Consultivo (CC) de carácter no vinculante, el cual está conformado por 3 representantes de la sociedad civil, 7 representantes de organizaciones de niños, niñas y adolescentes, y 3 representantes de universidades. En su composición no interviene el Poder Ejecutivo, ni otros poderes del Estado, a fin de preservar el carácter autónomo de la entidad.
Las funciones del Consejo Consultivo son:
1. Asesorar a Defensor en todas aquellas cuestiones de competencia de la Defensoría de la Niñez en que resulte pertinente requerir el pronunciamiento de la sociedad civil para su adecuada resolución
2. Generar propuestas de intervención o acción de la Defensoría de la Niñez
3. Recibir propuestas de la sociedad civil relacionadas con el ejercicio del rol y atribuciones de la Defensoría de la Niñez
4. Canalizar las opiniones de la sociedad civil respecto del rol y atribuciones de la Defensoría de la Niñez

## Estructura
La Defensoría de la Niñez está compuesta de la siguiente manera:
- Defensor(a) de la Niñez (presidente del «Consejo Consultivo»)
  - Coordinador(a) ejecutivo(a)
  - Auditor(a) institucional
  - Asesoría Jurídica
  - Jefe(a) de Gabinete
  - Área de Comunicaciones
  - Área de Asuntos internacionales
  - Área de Desarrollo institucional

- Sedes:
  - Sede Nacional
  - Región de Arica y Parinacota
  - Región de Tarapacá
  - Región de Antofagasta
  - Región de Coquimbo
  - Región de Valparaíso
  - Región de O'Higgins
  - Región de Bio-bío
  - Región de la Araucanía
  - Región de Aysén
  - Región de Magallanes

- Unidades Sede Nacional:
  - Unidad de Promoción y Difusión de Derechos
  - Unidad de Protección de Derechos y Representación Judicial
  - Unidad de Estudios y Estadísticas
  - Unidad de Gestión

## Defensores de la Niñez
| Defensor/a            | Inicio                 | Final              | Presidente                     |
| --------------------- | ---------------------- | ------------------ | ------------------------------ |
| Patricia Muñoz García | 1 de junio de 2018     | 31 de mayo de 2023 | Sebastián Piñera Gabriel Boric |
| Anuar Quesille Vera   | 6 de noviembre de 2023 | en el cargo        | Gabriel Boric Font             |